# Luka (krystalografia)

Model kulowy sieci z „lukami kwadratowymi” w płaszczyźnie podstawy

Luka (krystalografia) – pojęcie stosowane w odniesieniu do nieobsadzonej pozycji węzłowej w sieci krystalicznej („wakans”) albo do pustej przestrzeni w kulowych modelach sieci krystalicznej, np. w modelu najgęściejszego ułożenia kul.

## Luki jako defekty sieci krystalicznych
W rzeczywistych kryształach występują różne rodzaje defektów sieci krystalicznej, m.in. węzły nie obsadzone przez jony lub atomy.
W przypadku krystalicznych sieci metali w węzłach znajdują się kationy, a odpowiednia ilość elektronów stanowi „gaz elektronowy”. Zdelokalizowane elektrony niemal swobodnie przemieszczają się między węzłami i zapewniają trwałość uporządkowanej struktury krystalicznej (tworzą wiązanie metaliczne). Brak kationu w węźle sieci (luka kationowa) sprawia, że kationy sąsiednie przemieszczają się w kierunku luki. Lokalnie zmieniają się odległości między jonami i odkształca się powierzchnia sieciowa.
W przypadku sieci z wiązaniami jonowymi (sole) w pobliżu luk kationowych często znajdują się nieobsadzone węzły anionowe (luki anionowe), kationy ulokowane w przestrzeni międzywęzłowej albo kationy o wyższym stopniu utlenienia w sąsiednich węzłach. Dzięki temu łączna liczba ładunków dodatnich i ujemnych w krysztale jest jednakowa.

## Luki jako puste przestrzenie w kulowych modelach sieci

Sieć rpc Współczynnik wypełnienia przestrzeni – 68%
Sieć rpc Miejsce jonu w luce oktaedrycznej
Sieć rpc Jony w luce oktaedrycznej i tetraedrycznej

Modele sieci krystalicznych, budowane z kul o promieniach proporcjonalnych do promieni jonów w węzłach, umożliwiają określenie zależności stopnia upakowania sieci od jej typu. W przypadku kul o jednakowych wymiarach stopień wypełnienia nimi przestrzeni wynosi dla sieci:
- prostej regularnej (sześcienna nie centrowana) – 52%
- regularnej przestrzennie centrowanej – 68%
- regularnej ściennie centrowanej i heksagonalnej zwartej – 74%

Kulowy model sieci zwartych: heksagonalnej (hz)
i regularnej ściennie centrowanej (rsc)
(wypełnienie 74%)

Piramida o najgęściejszym upakowaniu kul (zwarta)

Stopnie wypełnienia przestrzeni w modelu sieci regularnej i heksagonalnej zwartej są jednakowe, ponieważ sposób układania kul jest bardzo podobny. W obu przypadkach pierwsza warstwa jest układana tak ciasno, jak to możliwe. Zawiera „luki trójkątowe” (małe puste przestrzenie między trzema kulami). W modelach obu sieci tak samo jest układana również druga warstwa. Różnica dotyczy dopiero warstwy trzeciej. Pierwsza kula tej warstwy może być ułożona bezpośrednio nad jedną z kul warstwy pierwszej, albo może być przesunięta względem niej (położenie nad dwoma trójkątowymi lukami poprzednich warstw). W pierwszym przypadku otrzymuje się model zwartej sieci regularnej (regularna ściennie centrowana, rsc), a w drugim – sieci heksagonalnej zwartej (hz). Puste przestrzenie są identyczne, ale inna jest komórka elementarna.
Korzystając z modeli kulowych oblicza się również promienie sztywnych kul domieszek, które mogą się zmieścić w przestrzeniach pustych – w lukach sieci rozpuszczalnika. Maksymalna wartość promienia domieszki zależy od promienia kul rozpuszczalnika i od kształtu luki. W przestrzeń otoczoną przez stykające się ze sobą kule o promieniu R można wpisać kulę domieszki o promieniu:
- rluka = 0,225·Rkula – w przypadku luki tetraedrycznej, otoczonej przez 4 stykające się kule
- rluka = 0,41·Rkula – w przypadku luki oktaedrycznej, otoczonej przez 6 stykających się kul

W rzeczywistych sieciach krystalicznych promień domieszki może być większy od obliczonego, ponieważ nie jest to układ sztywny. W takich sytuacjach rozpuszczalność domieszki w sieci rozpuszczalnika jest bardzo mała. Charakterystycznym przykładem zależności są procesy zachodzące w układzie żelazo–węgiel. Stosunki atomowych i walencyjnych promieni żelaza i węgla (rC/RFe) wynoszą, odpowiednio: 0,62 i 0,5, a mimo to powstają roztwory stałe węgla w sieci krystalicznej żelaza, decydujące o właściwościach stali:
- austenit – roztwór stały węgla w żelazie γ-Fe (sieć regularna ściennie centrowana, RSC); maksymalna rozpuszczalność węgla – do ok. 2% C
- ferryt – roztwór stały węgla w żelazie α-Fe (odmiana alotropowa o sieci regularnej przestrzennie centrowanej, RPC); maksymalna rozpuszczalność węgla – do ok. 0,02% C (w temperaturze pokojowej – do 0,008%)

W obu sieciach krystalicznych żelaza (rozpuszczalnika) występują luki oktaedryczne, ale w sieci α-Fe są one mniejsze (oktaedry mają większą podstawę, lecz mniejszą wysokość).

Sieć rsc Luka oktaedryczna i tetraedryczna
Sieć rsc Miejsce jonu w luce oktaedrycznej
Sieć rsc Jony w luce oktaedrycznej i tetraedrycznej

- Sieć rpc
Współczynnik wypełnienia przestrzeni – 68%
- Sieć rpc
Miejsce jonu w luce oktaedrycznej
- Sieć rpc
Jony w luce oktaedrycznej i tetraedrycznej